# Love Death Immortality
Love Death Immortality (с англ. — «Любовь, Смерть, Бессмертие») — второй студийный альбом американского электронного коллектива The Glitch Mob. Пластинка была выпущена 11 февраля 2014 года лейблом Glass Air Records.

## Об альбоме

### Запись и релиз
В конце 2013 года был анонсирован второй студийный альбом The Glitch Mob; 18 декабря на официальной странице группы в Facebook в свободном доступе появилась новая композиция «Can’t Kill Us». Также было объявлено название, Love Death Immortality, дата выхода и показана обложка диска.
В процессе записи музыканты старались отойти от направленности предыдущего альбома Drink the Sea. Музыкальный стиль Love Death Immortality был сформирован под влиянием современной танцевальной электронной музыки и дабстепа, из-за чего звучание пластинки получилось более тяжёлым и хаотичным. В одном из интервью Джош Майер, один из участников The Glitch Mob, вкратце рассказал о работе над альбомом:
Мы всегда хотели бросить вызов самим себе, попробовать нечто другое, попробовать самые разные темпы и звуки при сведении, работать с вокалистами и подталкивать самих себя на исследование новых идей и многое другое, чтобы поведать нашу историю.
Оригинальный текст (англ.)We always like to challenge ourselves, try different things, try different tempos and sounds of mixing music, working with vocalists, and pushing ourselves to explore new ideas and other ways to tell our story.
7 февраля 2014 появилась возможность бесплатного прослушивания композиций альбома в Интернете, а 11 февраля Love Death Immortality поступил в продажу на физических носителях. В поддержку альбома музыканты организовали крупный гастрольный тур по городам США и Европы. The Glitch Mob посетили и Россию; концерты прошли в Санкт-Петербурге, Москве и Екатеринбурге. Выступления отличились эффектными световыми шоу и использованием необычных музыкальных инструментов.
24 февраля 2015 года выпущен альбом Love Death Immortality Remixes, на котором представлен переработанный материал Love Death Immortality. Также на официальном сайте группы анонсирован ещё один концертный мини-тур. Выступления запланированы на май и июнь 2015.

### Реакция общественности
Альбом занял лидирующие позиции хит-парада Dance/Electronic Albums и независимого чарта США; в Billboard 200 Love Death Immortality разместился на 13 строчке. Также пластинка появилась в Canadian Albums Chart, где заняла 23 место. По данным на июнь 2014 года в США альбом был распродан общим тиражом 40,000 копий.
Мнения критиков об альбоме были неоднозначны. Обозреватель Allmusic Дэвид Джефрис положительно воспринял вторую студийную работу The Glitch Mob. Критик отметил, что размеренный и спокойный ритм композиций дебютной пластинки Drink the Sea на Love Death Immortality уступил место более тяжёлому и ломаному биту. Но тем не менее, Джефрис присудил 4 звезды из возможных 5, назвав альбом «вдохновляющим». Положительно охарактеризовал пластинку и редактор The Washington Post Марк Дженкинс, который пришёл к выводу, что Love Death Immortality оказался «сильнее» своего предшественника Drink the Sea.
Низкую оценку выставила Даниэль Джанота, рецензент Consequence of Sound. Редактор не оценила переход The Glitch Mob к EDM-направленности. Джанота подвергла критике и перенасыщенность звучания пластинки, например, «рок-н-ролльную» наклонность композиции «Mind of a Beast» или схожесть «Can’t Kill Us» со стилистикой The Prodigy. Весьма негативно воспринял альбом Уилл Робинсон из Sputnikmusic. Он раскритиковал вторичность пластинки и отход группы к танцевальной электронике.

## Список композиций
Слова и музыка всех песен — The Glitch Mob, за исключением отмеченных.
| №   | Название                                                   | Автор(ы)                       | Длительность |
| --- | ---------------------------------------------------------- | ------------------------------ | ------------ |
| 1.  | «Mind of a Beast»                                          |                                | 4:16         |
| 2.  | «Our Demons» (совместно с Аей Фолькман)                    | The Glitch Mob, Ая Фолькман    | 5:16         |
| 3.  | «Skullclub»                                                | The Glitch Mob                 | 5:48         |
| 4.  | «Becoming Harmonious» (совместно с Metal Mother)           | The Glitch Mob, Тара Тимберман | 4:40         |
| 5.  | «Can't Kill Us»                                            |                                | 4:54         |
| 6.  | «I Need My Memory Back» (совместно с Аей Фолькман)         | The Glitch Mob, Ая Фолькман    | 5:47         |
| 7.  | «Skytoucher»                                               |                                | 6:08         |
| 8.  | «Fly By Night Only» (совместно с Yaarrohs)                 | The Glitch Mob, Жаклин Ру      | 4:47         |
| 9.  | «Carry the Sun»                                            | Терра Лопез                    | 4:56         |
| 10. | «Beauty of the Unhidden Heart» (совместно с Sister Crayon) |                                | 4:29         |

## Участники записи
| The Glitch Mob - edIT (Эдвард Ма) — клавишные, сведе́ние, программирование - Boreta (Джастин Борета) — клавишные, сведе́ние, программирование - Ooah (Джош Майер) — клавишные, сведе́ние, программирование | Другой персонал - Ая Фолькман, Челси Кенни, Yaarrohs — вокал - Майк Белл — мастеринг - Дин Джей Гренье — креативный директор - Аэрсин-Лекс Местрович — дизайн |

## Позиции в чартах
| Чарт (2014)             | Высшая позиция |
| ----------------------- | -------------- |
| Canadian Albums Chart   | 23             |
| Top Digital Albums      | 4              |
| Top Independent Albums  | 1              |
| Dance/Electronic Albums | 1              |
| Billboard 200           | 13             |